# Útigönguháls
Útigönguháls är en bergstopp i republiken Island. Den ligger i regionen Austurland, 270 km öster om huvudstaden Reykjavík. Toppen på Útigönguháls är 823 meter över havet.
Trakten runt Útigönguháls är nära nog obefolkad, med mindre än två invånare per kvadratkilometer. Trakten runt Útigönguháls består i huvudsak av gräsmarker.